# Thomas Doornbos
Thomas Doornbos (Renkum, 10 februari 1987) is een Nederlandse roeier en fotograaf.
Doornbos begon met roeien in september 2006 bij G.S.R. Aegir waar hij nog steeds lid is. In 2010 behaalde hij met het nationaal team een zesde plaats bij de Wereldkampioenschappen, in 2012 veroverde hij met de wereldkampioenschappen roeien voor studenten de zilveren medaille. In 2013 werd hij geselecteerd voor de vernieuwde Holland Acht. Op de Europese kampioenschappen en de Rotsee Regatta behaalde hij met het team dat jaar de bronzen medaille. Op de Wereldkampioenschappen in Chungju, Zuid-Korea, behaalde hij met dezelfde Holland Acht een 5e plaats in de A-finale.
Hij studeerde International Business and Management aan de Hanzehogeschool Groningen, maar heeft zijn studie stopgezet sinds hij in Amsterdam is gaan wonen om zich maximaal op zijn sport te kunnen richten.

## Palmares

### Acht met stuurman
- 2013:  Europese kampioenschappen roeien 2013
- 2013:  Rotsee Regatta
- 2014:  Wereldbeker roeien Sydney